# Thedford
Thedford és una població dels Estats Units a l'estat de Nebraska. Segons el cens del 2000 tenia 211 habitants.

## Demografia
Segons el cens del 2000, Thedford tenia 211 habitants, 101 habitatges, i 65 famílies. La densitat de població era de 339,4 habitants per km².
Dels 101 habitatges en un 22,8% hi vivien nens de menys de 18 anys, en un 58,4% hi vivien parelles casades, en un 5% dones solteres, i en un 34,7% no eren unitats familiars. En el 33,7% dels habitatges hi vivien persones soles el 16,8% de les quals corresponia a persones de 65 anys o més que vivien soles. El nombre mitjà de persones vivint en cada habitatge era de 2,09 i el nombre mitjà de persones que vivien en cada família era de 2,65.
Per edats la població es repartia de la següent manera: un 17,5% tenia menys de 18 anys, un 6,2% entre 18 i 24, un 25,6% entre 25 i 44, un 27,5% de 45 a 60 i un 23,2% 65 anys o més.
L'edat mediana era de 46 anys. Per cada 100 dones de 18 o més anys hi havia 89,1 homes.
La renda mediana per habitatge era de 29.583 $ i la renda mediana per família de 44.063 $. Els homes tenien una renda mediana de 30.500 $ mentre que les dones 20.938 $. La renda per capita de la població era de 18.300 $. Cap de les famílies i el 0,9% de la població estaven per davall del llindar de pobresa.

## Poblacions més properes
El següent diagrama mostra les poblacions més properes.